# Onychothemis tonkinensis
Onychothemis tonkinensis är en trollsländeart. Onychothemis tonkinensis ingår i släktet Onychothemis och familjen segeltrollsländor.

## Underarter
Arten delas in i följande underarter:
- O. t. ceylanica
- O. t. siamensis
- O. t. tonkinensis